# Fritz Meyers
Fritz Meyers (* 26. August 1919 in Nieukerk; † 27. Februar 1996 in Geldern) war ein deutscher Schriftsteller, Mundart-Autor und Sagenforscher mit Schwerpunkt Niederrhein. Nach Handwerkslehre, Kriegsdienst und Umschulung zum Amtsinspektor, kam Fritz Meyers erst spät zu seinem schriftstellerischen Wirken. Er hinterließ 13 Buchpublikationen sowie mehr als 200 Beiträge unterschiedlicher Periodika. Für seine Verdienste um Volks- und Heimatkunde wurde er im Jahre 1979 mit dem Rheinlandtaler des Landschaftsverbandes Rheinland (LVR) ausgezeichnet.

## Leben
Fritz Meyers war der Sohn eines Webmeisters und erlernte nach dem Besuch der Volksschule den Beruf eines Handwebers. Während der Lehrzeit war er seit 1932 in der kulturell aktiven und seit dem Beginn des Hitlerreiches regimekritischen katholischen Jugendorganisation Sturmschar seiner Heimatregion tätig.
Im Juni 1939 wurde er zum Reichsarbeitsdienst und wenig später zum Kriegsdienst eingezogen, mit Einsätzen in Flandern, Frankreich und Russland. Mit den sogenannten Buchhändlerbriefen, einem Kursmaterial zum Selbststudium, begann er während der Kriegszeit sich Grundlagen für seine spätere schriftstellerische Arbeit anzueignen.
1945 aus dem Kriege heimgekehrt, wurde er Kreisjugendpfleger in Geldern. Nach der Ausbildung an der Verwaltungsschule mit Ablegung der Inspektorenprüfung, wurde ihm 1957 die Leitung des Kreisjugendamtes übertragen, die er bis zur Auflösung des Altkreises 1974 innehatte.
Während dieser Zeit begann er Beiträge für regionale Publikationen zu verfassen. Sein erstes Buch war eine Sammlung von Mundart-Liedern mit dem Titel  Nauw loat ons noch ens senge.  Ab 1968 kam es  zu einer Zusammenarbeit mit dem „Institut für  Musikalische Volkskunde“ an der Universität zu Köln.  1970 erschien  Mensch und Mundart am Niederrhein mit Beiträgen von Emil Feinendegen, Franz Heckmanns und Paul Therstappen.
1974 begann für Fritz Meyers eine für seine heimat- und volkskundlichen Aktivitäten entscheidende berufliche Neuorientierung: Er wechselte ins Kreisarchiv (aus dem er 1979  wegen eines schweren Rheumaleidens vorzeitig ausscheiden sollte).

## Schaffen
Während seiner Tätigkeit im Kreisarchiv begann er den Großteil seiner Schriften zu verfassen und zu veröffentlichen. Es wurden im Laufe der Jahre 13 Buchpublikationen sowie mehr als 200 Beiträge. Letztere verteilen sich vor allem auf folgende Periodika:
- den Geldrischen Heimatkalender. (1959 bis 1987 ca. 80 Beiträge)
- Feuilletons  regionaler Zeitungen (mit über 100 Artikeln)
- die Monatsschrift des Landschaftsverbandes Rheinland Der Niederrhein. (ca. 20 Artikel in 14 Nummern)
- die Niederrheinischen Blätter. (ca. 10 Beiträge)

Die textliche Spanne der Veröffentlichungen reicht von Anekdoten über Verse, Redensarten, Gedichte und Geschichten bis zu umfangreichen Artikeln und zu seinen Büchern, die  teils als Anthologien, teils als wissenschaftliche Abhandlungen konzipiert waren.
Thematisch sind seine Arbeiten wie folgt zu sehen:
- Volksbrauchtum. mit den Bereichen
  - Fastnacht, Kirmes. sowie chronologischen Abhandlungen
  - kirchliche Bräuche. an Hochfesten des Kirchenjahres, insbesondere Weihnachten und Dreikönigen (u. a. mit seinem  Niederrheinisches Weihnachtsbuch)
- Mundartliteratur. mit zahlreichen Textsparten wie Metaphern, Spruchweisheiten, Bauernregeln und Kinderreimem, auch eigenen Liedtexten und Gedichtstrophen; dabei steht der Ortsdialekt seiner Heimat, das „Vogteier Platt“ im Mittelpunkt, auch findet man Mundartdichter-Porträts und Gedichtübertragungen aus dem Hochdeutschen in die Mundart des Niederrheins.
- Redensarten und Volkserzählung. (Schwerpunkt Niederrheinische Sagen).[1][4][5]
  - In seinem 1980 erschienenen Buch Riesen und Zwerge am Niederrhein – Ihre Spuren in Sage Märchen Geschichte und Kunst. geht er den Sagen des Niederrheines und der Herkunft ihrer Sagengestalten forschend nach.[4] Am Beispiel der im Buch u. a. behandelten Sagenfigur des Stärk Helmes (auch Sterk Helmes oder Sterk Hermel) beleuchtet er Ähnlichkeiten zu Arminius (dem Cherusker), zur Siegfriedsage und zur Figur des Germanengottes Thor.[4]

Von seinen Buchpublikationen fallen sechs in die Bereiche Mundart und Volkserzählung, mit drei Neuauflagen seiner Niederrheinsagen.
Weiterhin hat sich Fritz Meyers mit dem Kinderspiel am Niederrhein befasst, auch thematisiert im posthum erschienenen, mit Willi Fährmann herausgegebenen Buch Kinderspiele – Menschenträume. Alte Kinderspiele am Niederrhein.
Speziell für die „Musikalische Volkskunde“, insbesondere die Liedforschung, verfasste Fritz Meyers Abhandlungen (ergänzt mit Liedzeugnissen in Form von Tonaufnahmen), die zu einer engen Zusammenarbeit mit dem „Institut für musikalische Volkskunde der Universität Köln“ führte.
Sein Schaffen wirkte bis ins Jahr 1996, als er am 27. Februar in Geldern seiner Krebserkrankung erlag.

## Auszeichnungen
Fritz Meyer erhielt mehrere Auszeichnungen, u. a.:
- 1979 den „Rheinlandtaler“ des Landschaftsverbandes Rheinland für Verdienste um Volks- und Heimatkunde des Niederrheinraumes
- 1982 den „Orden van et Möökeshüs“ der Karnevalsgesellschaft „Queekespiere“ in Keppeln
- 1995 (ein Jahr vor seinem Tod) den Straelener „Friedrich Brücker Preis“ für herausragende Leistungen im Dienste der Mundart des Niederrheines

Wilhelm Schepping, Leiter des „Institutes für musikalische Volkskunde der Universität Köln“, erinnerte nach dem Tode des Autors in der Schriftenreihe „ad marginem“ an das Wirken Fritz Meyers und die fruchtbare Zusammenarbeit mit dem Institut. Die Erinnerung endet mit dem Satz: „… daß er die Tradition zusätzlich um Neues im tradierten Dialekt seiner Heimat – zum Teil auch aus seiner Feder – bereicherte, ist bezeichnend für diesen gegenwartsoffenen Anwalt einer reichen Volkstradition in Wort, Lied, Kunst, Arbeit und Brauch am Niederrhein.“

## Werke

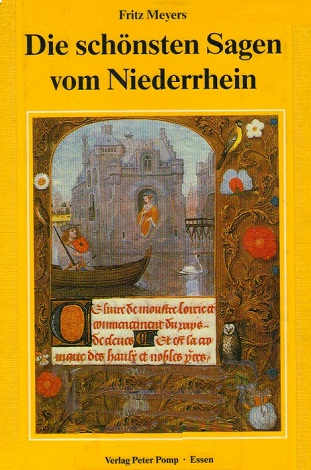
Fritz Meyers: Die schönsten Sagen vom Niederrhein. 1985.

- Fritz Meyers: Nauw loat ons noch ens senge. Mundart-Lieder aus dem Gelderland. Gesammelt und bearbeitet von Fritz Meyers. Volksbank Geldern, Geldern 1959.
- Fritz Meyers, Emil Feinendegen:  Mensch und Mundart am Niederrhein. .(Beiträge von Emil Feinendegen, Franz Heckmanns u. Paul Therstappen sowie Lyrik u. Prosa niederrheinischer Mundart.) Mercator Verlag, Duisburg 1970, ISBN 3-87463-082-X.
- Fritz Meyers: Tösche Kirkture on Appelemboom. Verse und Prosa aus dem Kreise Geldern. Kreissparkasse Geldern, Geldern 1974.
- Fritz Meyers:  Die Baronin im Schutzmantel. Emilie von Loe im Widerstand gegen den Nationalsozialismus. Veröffentlichung des Historischen Vereins für Geldern und Umgegend. Verlag Butzon und Bercker, Kevelaer 1975, ISBN 3-7666-8898-7.
- Fritz Meyers, Emil Feinendegen: Mensch und Mundart am Niederrhein. Erweiterte Auflage. mit Beiträgen von Emil Feinendegen sowie Lyrik und Prosa niederrheinischer Mundartdichter. Mercator-Verlag, Duisburg 1980, ISBN 3-87463-082-X.
- Fritz Meyers: Riesen und Zwerge am Niederrhein. Ihre Spuren in Sage, Märchen, Geschichte und Kunst. Mercator Verlag, Duisburg 1980, ISBN 3-87463-083-8.
- Fritz Meyers (Bearb.): Niederrheinisches Weihnachtsbuch. Für die Zeit vom 1. Advent bis zu den Heiligen Drei Königen. Mercator-Verlag, Duisburg 1981, ISBN 3-87463-102-8.
- Fritz Meyers: Friedrich van Hoffs. Ein Dichter des Gelderlandes (mit: Gäldersche Lidjes än Döntjes). Verlag des Historischen Vereins für Geldern, 1983, ISBN 3-921760-11-9.
- Fritz Meyers (Zusammenst. u. Bearb.): Das niederrheinische Jahr. Ein Hausbuch für alle Monate. Mercator-Verlag, Duisburg 1983, ISBN 3-87463-111-7.
- Fritz Meyers (Zusammenst. u. Bearb.): Niederrheinisches Weihnachtsbuch. Ein Hausschatz für die Zeit vom 1. Advent bis zu den heiligen drei Königen. Mercator Verlag, Duisburg 1985, ISBN 3-87463-102-8.
- Fritz Meyers (Hrsg.): Die schönsten Sagen vom Niederrhein. Sagen, Legenden und Geschichten. Verlag Peter Pomp, Essen 1985, ISBN 3-89355-026-7.
- Fritz Meyers: Lepra am Niederrhein – Kulturgeschichtliches Erbe als aktuelle Aufgabe. DAHW, Würzburg 1985.
- Fritz Meyers: So war es am Niederrhein – Leben, Mundart, Brauchtum im Spiegel handwerklicher Berufe. (Land u. Leute zwischen Rhein u. Maas; Band 4). Butzon & Bercker, Kevelaer 1990, ISBN 3-7666-9602-5.
- Fritz Meyers (Hrsg.): Die schönsten Sagen vom Niederrhein – Sagen, Legenden und Geschichten. Neuauflage, Pomp & Sobkowiak, Essen 1991, ISBN 3-922693-55-5.
- Fritz Meyers, Willi Fährmann, Jupp Sieben: Kinderspiele – Menschenträume, alte Kinderspiele am Niederrhein. Brendow Verlag, Moers 1996, ISBN 3-87067-638-8.